# Max Broda
Max Broda (* 23. März 1842 in Dresden; † 16. September 1910 in Wien) war ein deutscher Theaterschauspieler.

## Leben und Wirken
Er war der Neffe von Anton Ascher. Nach dem Schulbesuch nahm er bei Julius Jaffé in Dresden eine Schauspielausbildung auf. Nach erfolgreichem Abschluss war er ab 1866 als schüchterner Liebhaber am Königlichen Hoftheater in Dresden tätig. 1870 wechselte er als Charakterschauspieler an das Car-Theater nach Wien. Dort wechselte er 1889 an das Deutsche Volkstheater. Er war mit der Schauspielerin Mathilde Broda verheiratet.